# Everything Burns
«Everything Burns» — песня американских гитариста Бена Муди и певицы Анастейши из саундтрека к супергеройскому фильму 2005 года «Фантастическая четвёрка», релиз которой состоялся 20 июня 2005 года. «Everything Burns» вошла в десятку лучших хитов в пяти европейских странах, включая Италию, где заняла 2-е место. Клип на песню, срежисированный Антти Йокиненом, снимался с 30 апреля по 1 мая 2005 года в лос-анджелесской студии Culver.
Изначально Муди собирался исполнить песню совместно с канадской певицей Аврил Лавин. В дальнейшем Муди записал версию «Everything Burns» с Ханой Пестл для своего мини-альбома Mutiny Bootleg E.P. 2008 года. В 2011 году финалист 10-го сезона «American Idol» Джеймс Дурбин записал кавер на эту песню для своего дебютного альбома Memories of a Beautiful Disaster. Муди переименовал песню в «Everything Burns (In Memoriam)» для своего сольного альбома You Can’t Regret What You Don’t Remember.

## Трек-лист
- Европейский CD-сингл

1. "Everything Burns" (версия саундтрека) – 3:43
2. "Everything Burns" (инструментальная музыка) – 3:43
3. "Everything Burns" (видео)

- Европейский CD-макси-сингл

1. "Everything Burns" (версия саундтрека) – 3:43
2. "Everything Burns" (инструментальная музыка) – 3:43
3. "Everything Burns" (видеомикс) – 3:44
4. "Everything Burns" (видео)

## Чарты
| Чарт (2005)                        | Пик |
| ---------------------------------- | --- |
| Австралия (ARIA)                   | 33  |
| Австрия (Ö3 Austria Top 40)        | 6   |
| Бельгия/Фландрия (Ultratop 50)     | 41  |
| Бельгия/Валлония (Ultratip)        | 7   |
| СНГ (Tophit)                       | 28  |
| Дания (Tracklisten)                | 11  |
| Германия (GfK)                     | 11  |
| Greece (IFPI)                      | 6   |
| Венгрия (Rádiós Top 40)            | 28  |
| Италия (FIMI)                      | 2   |
| Нидерланды (Dutch Top 40)          | 7   |
| Нидерланды (Single Top 100)        | 14  |
| Новая Зеландия (Recorded Music NZ) | 24  |
| Шотландия (Scottish Singles Chart) | 76  |
| Швейцария (Schweizer Hitparade)    | 3   |
| Великобритания (UK Singles Chart)  | 95  |

| Чарт (2005)                       | Пик |
| --------------------------------- | --- |
| Austria (Ö3 Austria Top 40)       | 44  |
| CIS (TopHit)                      | 77  |
| Germany (Official German Charts)  | 69  |
| Italy (FIMI)                      | 16  |
| Switzerland (Schweizer Hitparade) | 20  |

| Чарт (2006)  | Пик |
| ------------ | --- |
| CIS (TopHit) | 158 |

## Продажи
| Регион | Сертификация | Продажи |
| ------ | ------------ | ------- |
| Италия | —            | 19,000  |

## История релизов
| Регион    | Дата           | Формат(ы)              | Лейбл(ы) | Источник(и) |
| --------- | -------------- | ---------------------- | -------- | ----------- |
| США       | июнь 20, 2005  | Contemporary hit radio | Wind-up  | [ 25 ]      |
| Австралия | август 8, 2005 | CD                     | Wind-up  | [ 26 ]      |